# Aciurina ferruginea
Aciurina ferruginea är en tvåvingeart som först beskrevs av Doane 1899.  Aciurina ferruginea ingår i släktet Aciurina och familjen borrflugor. Inga underarter finns listade i Catalogue of Life.